# Biatló
El biatló és un esport olímpic d'hivern que combina l'esquí de fons i el tir al blanc. Té el seu origen en les proves d'esquí militar de l'exèrcit noruec del segle xviii, però el biatló modern n'és la variant civil.
El seu funcionament és una cursa d'esquí de fons en la qual en determinats punts del recorregut els participants han de parar-se a disparar amb un rifle sobre un blanc estàtic, de tal manera que cada error en el tir penalitza, ja sigui recorrent una distància addicional o bé afegint temps al total de la prova. Guanya el qui totalitza menys temps.
El biatló té el seu origen en el fet que els homes de les terres nòrdiques necessitaven anar de caça desplaçant-se sobre esquís (o els seus equivalents) i carregant una arma al damunt. Amb el temps aquesta necessitat esdevingué la versió lúdica i esportiva que avui coneixem. Hi ha diverses proves i modalitats dins del biatló. Aquestes són: individual, sprint, persecució, relleus i sortida en massa, tant en categoria masculina com femenina.

## Modalitats del biatló

### Individual
És la prova de biatló per excel·lència. Les dones corren 15 km i els homes 20. Els participants surten a intervals (com en una contra-rellotge de ciclisme) En el recorregut hi ha quatre estacions de tir, per a disparar alternativament de peus i tombat, i per cada tir fallat es penalitza amb un minut el temps total.

### Sprint
La prova femenina és de 7,5 km i la masculina de 10. Els participants surten a intervals de 30 segons i donen tres voltes a un circuit. Després de les dues primeres, es detenen en el lloc de tir i disparen a cinc blancs, primer tombats i després dempeus. Per cada fallada, han de recórrer 150 metres addicionals, per a després completar la tercera volta. Guanya el millor temps.

### Persecució

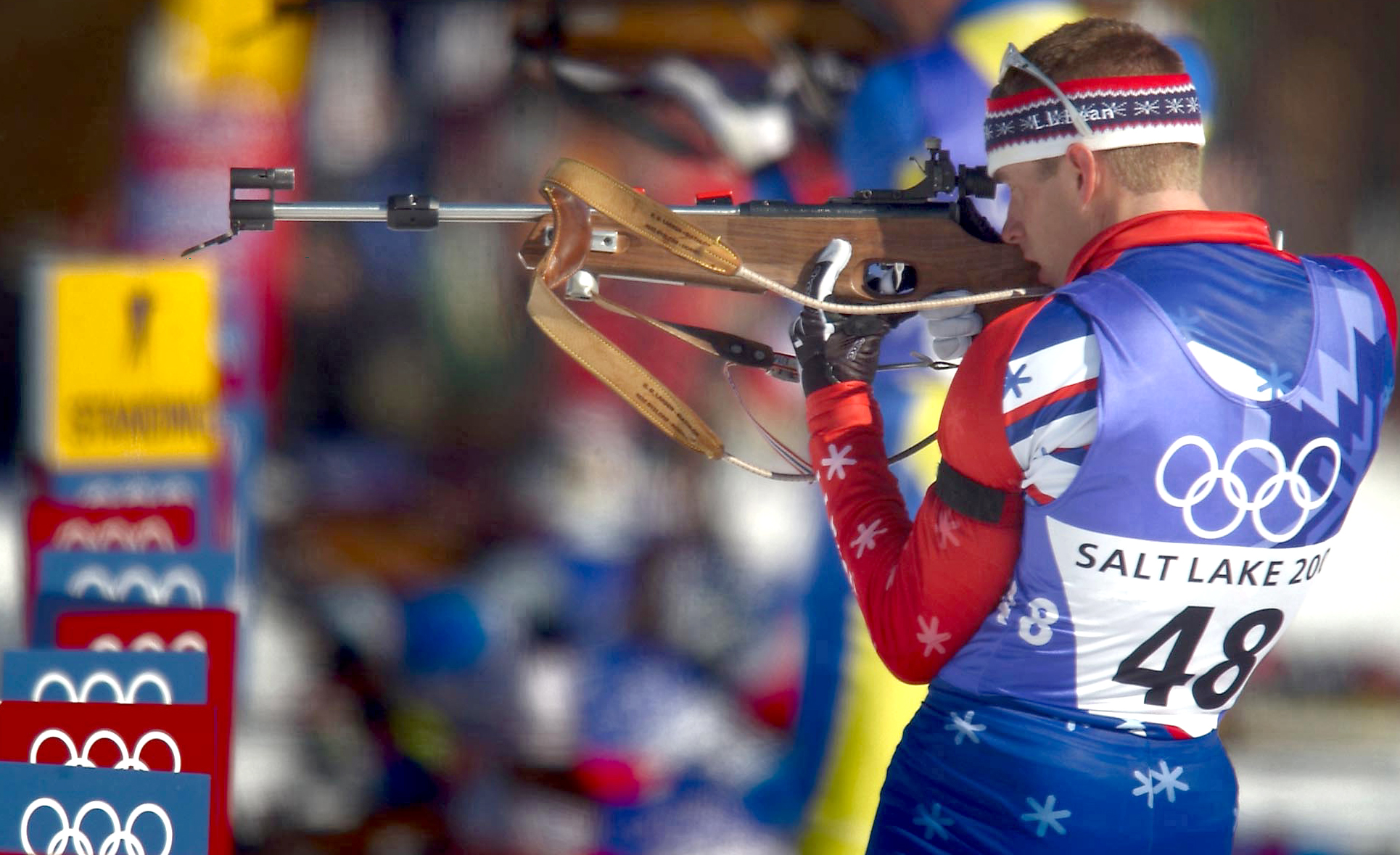
Prova de biatló als Jocs Olímpics d'hivern de Salt Lake City 2002

Les dones fan 10 km i els homes 12,5. La sortida és esglaonada segons el còmput de temps que s'ha obtingut a l'sprint. Els participants tenen quatre aturades per a disparar a un blanc on han de fer cinc encerts amb cinc bales. Per cada tir fallat, els atletes han de fer una volta de penalització sobre un circuit de 150 metres preparat per a aquest efecte i després continuar el recorregut de la prova.

### Relleus
És una prova realitzada per equips de quatre, corrent cadascun dels participants 7,5 km en categoria masculina i 6 en la femenina. La prova la comencen els primers rellevistes de cada equip. Cada corredor ha de realitzar dues parades de tir, cadascuna sobre cinc blancs per als quals disposen de vuit bales. Per cada blanc sense completar ha de fer un recorregut de penalització de 150 metres i després continuar la prova.

### Sortida en massa (o en línia)
És la modalitat més recent i es va incloure per primera vegada als Jocs Olímpics de Torí 2006. La prova masculina és de 15 km (cinc voltes a un circuit de 3 km) i la femenina de 12,5 (cinc voltes a un circuit de 2,5 km). En aquesta prova surten tots els participants junts i hi ha quatre estacions de tir amb cinc blancs cadascuna, dues per a disparar tombats i les altres dues dempeus. Com a la prova de sprint per cada fallada han de recórrer 150 metres més de penalització. Per a evitar les aglomeracions de participants a la zona de tir a més del possible perill que això implica, la participació en aquesta prova està limitada als 30 millors participants de la resta de les proves.
En totes aquestes proves els biatletes han de dur el rifle a l'espatlla, essent la tècnica d'esquiar lliure. Els països amb més afició a l'esport són Rússia, Noruega o Alemanya. A molts països sense massa tradició en l'esport, aquest apareix lligat a l'entrenament militar.
El biatló és esport olímpic des dels Jocs Olímpics de Squaw Valley 1960.